# We Don't Talk Anymore (canción de Charlie Puth)
«We Don't Talk Anymore» —en español: Nosotros ya no hablamos más— es una canción del cantante estadounidense Charlie Puth en colaboración con la también cantante estadounidense Selena Gomez, incluida en el primer álbum de estudio de Charlie Puth, Nine Track Mind (2016). 
La canción se convirtió en un éxito global, alcanzando el número uno en Italia y Líbano. La canción llegó al top 20 en diecisiete países incluyendo Argentina, Bélgica, Canadá, República Checa, Dinamarca, Irlanda, Noruega, Eslovaquia, Suecia y Reino Unido como también llegó al top 10 en Australia, Nueva Zelanda, Francia, Portugal y España, entre otros. «We Don't Talk Anymore» también se convirtió en el sexto top 10 en Billboard Hot 100 de Selena Gomez y el segundo para Charlie Puth.

## Antecedentes
El 10 de diciembre de 2015, Charlie Puth publicó un corto vídeo donde se le veía con Selena Gomez y se podía oír un verso de la canción de fondo. Respecto a su creación, Puth comentó a MTV News que compuso el tema en Japón, mientras se encontraba en su habitación del Mandarin Hotel admirando la ciudad. Allí, llamó a su guitarrista, quien se hospedaba en la habitación de al lado, para que tocara los acordes que tenía pensados. El cantante grabó estos acordes en su iPhone, para luego ponerlos en la mezcla, y al día siguiente voló a Filipinas y agregó la batería. La inspiración de la letra del tema llegó cuando Puth estaba hablando con un amigo que acababa de romper con su novia, y este le preguntó si «le volvería a hablar». Como respuesta, su amigo le dijo «We don't talk anymore» —en español: «Ya no hablamos más»—, y el intérprete empezó a cantar esta frase para animarlo. Al percatarse de que era una buena melodía, decidió que los acordes de guitarra que había grabado previamente encajaban con la letra. Charlie Puth contactó a Gomez para que colaborara en el tema, pues consideraba que esta apreciaría el ritmo y la temática de la canción, ya que la intérprete había pasado por una ruptura pública y podría relacionarse con los sentimientos de la pista. Luego de mostrarle el primer verso, Gomez empezó a cantar el segundo, y Puth notó que «sonaba muy real», por lo que le ofreció grabarla juntos y ella aceptó.

## Videoclip
El videoclip se estrenó el 2 de agosto de 2016 en BuzzFeed y fue dirigido por Phil Pinto, con Mirella Cardoso como actriz principal. Horas más tarde fue subido al canal oficial de Charlie Puth en YouTube. El vídeo fue nominado en la categoría de Mejor Colaboración en los  VMAS 2017.En mayo de 2017, este vídeo ha alcanzado la cifra de 2000 millones de visitas en la plataforma de YouTube.

## Promoción
Charlie Puth actuó en los Teen Choice Awards 2016. Puth y Gomez actuaron juntos por primera vez en el Revival Tour, el 9 de julio de 2016 en Anaheim (California). Más tarde Puth subió un vídeo oficial de la actuación a su canal de YouTube. Charlie cantó la canción en su sesión Live Lounge de BBCR1. 

## Posicionamiento en listas

### Semanales
| País              | Lista                          | Mejor posición |      |
| 2016              | 2016                           | 2016           | 2016 |
| ----------------- | ------------------------------ | -------------- | ---- |
| Argentina         | Monitor Latino                 | 15             |      |
| Alemania          | German Singles Chart           | 52             |      |
| Australia         | Australian Singles Chart       | 10             |      |
| Austria           | Ö3 Austria Top 40              | 23             |      |
| Bélgica (Flandes) | Ultratop 50                    | 18             |      |
| Bélgica (Valonia) | Ultratop 50                    | 36             |      |
| Brasil            | Billboard Brasil Hot 100       | 91             |      |
| Canadá            | Canadian Hot 100               | 11             |      |
| Corea del Sur     | Gaon Digital Chart             | 9              |      |
| Dinamarca         | Tracklisten                    | 13             |      |
| Escocia           | Scottish Singles Chart Top 100 | 14             |      |
| Eslovaquia        | Singles Digital Top 100        | 9              |      |
| Estados Unidos    | Billboard Hot 100              | 9              |      |
| Estados Unidos    | Mainstream Top 40 (Billboard)  | 11             |      |
| Estados Unidos    | Adult Top 40 (Billboard)       | 9              |      |
| Estados Unidos    | Adult Contemporary (Billboard) | 13             |      |
| España            | PROMUSICAE                     | 5              |      |
| España            | LOS40                          | 1              |      |
| Francia           | SNEP                           | 8              |      |
| Irlanda           | Irish Singles Chart            | 11             |      |
| Hungría           | Single Top 40                  | 5              |      |
| Indonesia         | ASIRI                          | 4              |      |
| Italia            | FIMI                           | 1              |      |
| Líbano            | Lebanese Top 20                | 1              |      |
| México            | Monitor Latino                 | 9              |      |
| Nueva Zelanda     | New Zealand Singles Chart      | 8              |      |
| Países Bajos      | Dutch Top 40                   | 17             |      |
| Reino Unido       | Official Singles Chart Top 100 | 14             |      |
| República Checa   | Singles Digitál Top 100        | 16             |      |
| Rusia             | Airplay Tophit                 | 5              |      |
| Rumania           | Airplay 100                    | 7              |      |
| Suecia            | Sverigetopplistan              | 13             |      |
| Suiza             | Swiss Single Chart             | 16             |      |

## Certificaciones
| País           | Organismo certificador | Certificación | Ventas certificadas | Ref.   |
| -------------- | ---------------------- | ------------- | ------------------- | ------ |
| Australia      | ARIA                   | 2× Platino    | 140 000             | [ 6 ]  |
| Bélgica        | BEA                    | Platino       | 300 000             | [ 7 ]  |
| Canadá         | Music Canada           | Platino       | 80 000              | [ 8 ]  |
| Dinamarca      | IFPI — Dinamarca       | Platino       | 60 000              | [ 9 ]  |
| España         | PROMUSICAE             | 2× Platino    | 80 000              | [ 10 ] |
| Estados Unidos | RIAA                   | 3x Platino    | 3 000               | [ 11 ] |
| Italia         | FIMI                   | 4× Platino    | 200 000             | [ 12 ] |
| Nueva Zelanda  | RMNZ                   | Platino       | 30 000              | [ 13 ] |
| Reino Unido    | BPI                    | Oro           | 400 000             | [ 14 ] |
| Suiza          | IFPI — Suiza           | Oro           | 15 000              | [ 15 ] |

## Premios y nominaciones
| Año  | Ceremonia de Premio       | Categoría           | Resultado |
| ---- | ------------------------- | ------------------- | --------- |
| 2016 | Teen Choice Awards        | Choice Breakup Song | Nominado  |
| 2017 | Radio Disney Music Awards | Best Breakup Song   | Nominado  |
| 2017 | Radio Disney Music Awards | Best Collaboration  | Nominado  |
| 2017 | MTV Video Music Awards    | Best Collaboration  | Nominado  |